# Giáo hoàng Giuliô III
Giuliô III (Latinh: Jules III) là vị giáo hoàng thứ 221 của giáo hội công giáo. Theo niên giám tòa thánh năm 1806 thì ông đắc cử Giáo hoàng năm 1550 và ở ngôi Giáo hoàng trong 5 năm 1 tháng 16 ngày. Niên giám tòa thánh năm 2003 xác định ông đắc cử Giáo hoàng ngày 7 tháng 12 năm 1550, ngày khai mạc chức vụ mục tử đoàn chiên chúa là ngày 22 tháng 2 năm 1550 và ngày kết thúc Triều đại của ông là ngày 23 tháng 3 năm 1555.

## Đắc cử giáo hoàng
Giáo hoàng Jules III sinh tại Roma ngày 10 tháng 9 năm 1487 với tên thật là Giovanni Maria de Clocchi del Monte.
Sau khi Giáo hoàng Paul III qua đời, các hồng y đã bầu hồng y Del Monte. Ông là một người xứ Toscane theo chủ nghĩa khoái lạc, vị Giáo hoàng cuối cùng của thời kỳ Phục Hưng. Ý tưởng đầu tiên của ông là hưởng thụ đời sống săn bắn, ca kịch và âm nhạc.
Tuy vậy, ông đã bắt tay vào việc cải cách giáo hội bằng việc mở lại Công Đồng Trent. Trong khi đó cuộc Cải Cách Thệ Phản vẫn tiếp tục lan rộng. Giống như các Giáo hoàng thời đó, ông cũng là người có tính gia đình trị.

## Chủ tọa công đồng
Vừa lên ngôi Giáo hoàng, Giáo hoàng Jules III đã điều đình với hoàng đế Carlos để tái lập công đồng. Ngày 1.5.1551, Giáo hoàng Jules III tái nhóm họp Công đồng Chung Trent từ 1551-52, ông tiếp tục phi bác giáo thuyết của Luther.
Riêng phiên họp 15 có phái đoàn Tin Lành Đức tham dự. Chiến tranh đã khiến công đồng phải hoãn lại. Vụ ám sát công tước Pierluigi Farnese 10.9.1547 đã tạo nên cuộc chiến tranh gia tộc giữa gia tộc Gonzagua có Carlos đỡ đầu và Ottavio Frarnese được Henri II ủng hộ. Cả miền trung Ý chìm trong khói lửa. Kế đến việc Maurice phản Carlos, đánh chiếm Innsburk và suýt bắt được hoàng đế. Trento bị đe dọa nên trong phiên họp 16 ngày 28.4.1552, đức Jules III ra lệnh đình hoãn công đồng. 

## Năm thánh 1550
Năm thánh 1550 được Julius III khai mạc vào ngày 08.02.1550, khi được đắc cử Giáo hoàng. Thật ra vị tiền nhiệm là Phaolô III (1534-1549) đã chuẩn bị Năm Thánh 1550 nhưng lại qua đời vào ngày 10.11.1549. Vì Năm Thánh bị khai mạc trễ do cuộc bầu cử người kế vị Phaolô III kéo dài nên Năm Thánh 1550 được bế mạc vào Lễ Hiển linh ngày 05.01.1551.
Năm Thánh lần này mang ý nghĩa đặc biệt bởi vì đây là một cơ hội cụ thể để canh tân đời sống được Công đồng Trentô (1543-1563) đề ra. Do đó, những khách hành hương, đặc biệt người nghèo, được giáo hữu ở Rôma tiếp đón niềm nở.

## Phục hưng công giáo ở Anh
Nước Anh tách khỏi Roma dưới triểu Henri VIII, đi theo đạo Calvin dưới triều Edouard VI cho đến khi nữ hoàng Mary Tudor lên ngôi trị vì nước Anh (1553-1558) đã cử một đặc sứ để tái lập đức tin Công giáo.
Tuy nhiên, hoàng đế Carlos Quinto, người anh họ của bà đã xin Tòa thánh đừng bắt chính quyền Anh phải trả lại những tài sản đã bị tịch thu. Giáo hoàng Julius III đồng ý và cử một vị hồng y làm sứ thần Tòa thánh giúp đỡ nữ hoàng trong việc phục hưng đạo Công giáo. Nhưng những sai lầm của Mary Tudor đã khiến cho việc phục hưng thất bại. 

## Cáo buộc về tình dục đồng tính
Giáo hoàng Julius III đã bị cáo buộc là có một chuyện tình dài với Innocenzo Ciocchi del Monte, một người đàn ông trẻ hơn Giáo hoàng 45 tuổi, xuất thân từ gia đình ăn xin. Đại sứ của Venetian tại thời điểm đó đã báo cáo rằng: Innocenzo đã cùng chung phòng chung giường của Giáo hoàng.
Theo từ điển Oxford về Giáo hoàng thì ông là "tự nhiên vô cảm, ông dâng hiến hết mình cho những cuộc vui thú vào những dịp đặc biệt của hoạt động tôn giáo".
Ông qua đời vào ba năm sau ngày 23 tháng 3 năm 1555.